# 겟어웨이: 끝없는 도주
《겟어웨이 - 끝없는도주》(The Getaway)는 미국에서 제작된 로저 도널드슨 감독의 1994년 드라마, 액션 영화이다. 알렉 볼드윈 등이 주연으로 출연하였고 데이빗 포스터 등이 제작에 참여하였다.

## 출연

### 주연
- 알렉 볼드윈
- 킴 베이싱어

### 조연
- 제임스 우즈
- 마이클 매드슨
- 필립 세이모어 호프만
- 제니퍼 틸리
- 리차드 판스워스
- 버튼 길리암

## 기타
- 원작자: 짐 톰슨
- 협력프로듀서: 마릴린 밴스
- 미술: 조셉 C. 네멕 3세
- 의상: 마릴린 밴스
- 배역: 앨리슨 코윗
- 배역: 마이크 펜튼

## 한국어 더빙 성우진(KBS, 1996년 1월 2일)
- 이정구 - 맥코이 (알렉 볼드윈)
- 송도영 - 캐롤 (킴 베이싱어)
- 윤기황 - 잭 (제임스 우즈)
- 강구한 - 루디 (마이클 매드슨)
- 김정경
- 성병숙
- 유영환
- 김창주
- 김익태
- 서광재
- 배정미